# BK VEF Riga
Valsts Elektrotehniskā Fabrika Rīga (Nederlands: Staats Elektrotechnische Fabriek Riga), is een professionele basketbalclub uit Riga, Letland. De club speelde zijn thuiswedstrijden in het Olimpiskais Sporta Centrs in Riga. In 2009 verhuisde ze naar Arēna Rīga.

## Geschiedenis
De club werd opgericht in 1954 als Spartaks Riga. In 1958 veranderde de in VEF Riga. VEF heeft altijd een bescheidde rol gespeeld in de competitie van de Sovjet-Unie en stond in de schaduw van stadgenoot SKA Riga. De club verdween in 1992 na financiële moeilijkheden. De club werd opnieuw opgericht in 2007. De club speelt in de Latvijas Basketbola līga, waar ze de stadgenoten ASK en Barons LMT voor moet laten gaan. In 2011, 2012, 2013, 2015, 2017, 2019, 2020, 2021, 2022, 2023, 2024 en 2025 werd VEF Riga kampioen van Letland. Ze werden vier keer Bekerwinnaar van Letland in 2022, 2023, 2024 en 2025.

## Erelijst
- Landskampioen Sovjet-Unie:
  - Derde: 1960, 1966, 1991

- Landskampioen Letse SSR: 9
  - Winnaar: 1954, 1955, 1956, 1958, 1959, 1960, 1961, 1971, 1974

- Landskampioen Letland: 12
  - Winnaar: 2011, 2012, 2013, 2015, 2017, 2019, 2020, 2021, 2022, 2023, 2024, 2025
  - Tweede: 2010, 2014, 2016, 2018

- Bekerwinnaar Letland: 4
  - Winnaar: 2022, 2023, 2024, 2025

## Bekende (oud)-spelers
| - - Visvaldis Eglītis - - Alvils Gulbis - - Andris Jēkabsons - - Oļģerts Jurgensons - - Raimonds Karnītis - - Jānis Krūmiņš - - Valdis Muižnieks - - Cēzars Ozers - - Valeri Fedorov | - Valdis Valters - Igors Miglinieks - Raimonds Miglinieks - Gundars Vētra - Mārtiņš Meiers - Kristijan Krajina - Jabril Durham - Kenneth Smith - Corey Hawkins |

## Bekende (oud)-coaches
| - - Alfrēds Krauklis (1958-1964) - - Oļģerts Altbergs (1964-1968) - - Alfrēds Krauklis (1968-1969) - - Alvils Gulbis (1969-1974) - - Armands Krauliņš (1974-1981) - - Maigonis Valdmanis (1981-1988) - - Andris Zvans (1988-1989) - - Vilis Krištopans (1988-1989) - - Maigonis Valdmanis (1990-1992) | - - Armands Krauliņš (1992) - Valdis Valters (2007-2010) - Nikolajs Mazurs (2010) - Rimas Kurtinaitis (2010-2011) - Ramūnas Butautas (2010-2014) - Nikolajs Mazurs (2014-2015) - Carlos Frade (2015) - Jānis Gailītis (2015-2024) - Mārtiņš Gulbis (2024-heden) |